# Музей истории Будапешта
Музей истории Будапешта (венг. Budapesti Történeti Múzeum) — исторический музей в Будапеште, располагается в юго-восточном крыле Королевского дворца в Буде.
В экспозиции Музея Будапешта представлены материалы, иллюстрирующие историю венгерской столицы с доисторических времён до Нового времени. В экспозиции на верхних этажах музея вниманию посетителей представлены произведения искусства, предметы ремесленного производства, текстиль, керамика, фотография, домашняя утварь и другие предметы быта начиная от Древнего Рима и до Второй мировой войны. В музее также можно осмотреть обнаруженные в ходе археологических раскопок руины готического и ренессансного дворцов с гербами династии Арпадов, Анжуйской династии, Матьяша Корвина и Ягеллонов, фрагменты парадного зала короля Матьяша Корвина (потолок работы архитектора Джованни Далматы), покои королевы и часовню 1380 года. В экспозиции музея также находятся обнаруженные в 1974 году статуи XV века, символизирующие представителей Анжуйской династии, епископов, апостолов и пророков.
Решение об учреждении музея, посвящённого истории Будапешта, было принято в 1887 году. Первая экспозиция открылась в 1894 году в Аквинкуме. Филиал Музея истории Будапешта — Музей Кишцелли в Обуде.